# Énergie en Suisse
Vous lisez un « bon article » labellisé en 2009.
Le secteur de l'énergie en Suisse est, par sa structure et son importance, typique d'un pays développé. Hormis l'énergie hydroélectrique et le bois énergie, le pays dispose de peu de ressources énergétiques indigènes : produits pétroliers, gaz naturel et combustible nucléaire sont importés, de sorte qu'en 2022 seulement 26,7 % de la consommation d'énergie primaire ont été couverts par des ressources locales (ou 51,8 % si l'on considère le nucléaire comme ressource locale).
La consommation énergétique finale a été multipliée par près de huit depuis le début du XXe siècle, passant d'environ 100 PJ en 1910 à 765 PJ en 2022, le secteur le plus consommateur étant aujourd'hui celui des transports (36,2 % en 2022). Cette augmentation a été le produit du fort développement de l'économie suisse et de l’accroissement de la population. Le secteur étant fortement libéralisé, la politique énergétique fédérale vise à accompagner les promesses faites à Kyoto en promouvant une utilisation plus rationnelle des énergies et, particulièrement depuis les années 1990, le développement de nouvelles sources renouvelables.
Grâce à la part importante de l'hydroélectricité (52,8 %) et du nucléaire (36,4 %) dans la production électrique en 2022, les émissions de CO2 liées à l'énergie par habitant en Suisse en 2022 sont inférieures de 50 % à celles de l'Allemagne et de 10 % à celles de la France. 68 % de ces émissions proviennent de l'utilisation du pétrole et 42 % du secteur des transports.
À la suite de l'accident nucléaire de Fukushima en mars 2011, le Conseil fédéral a annoncé le 25 mai 2011 une sortie progressive de l'énergie nucléaire programmée pour 2034.
Cette « stratégie énergétique 2050 » a été acceptée en votation populaire par 58,2 % de la population le 21 mai 2017, et la nouvelle législation mise en vigueur en 2018.

## Histoire

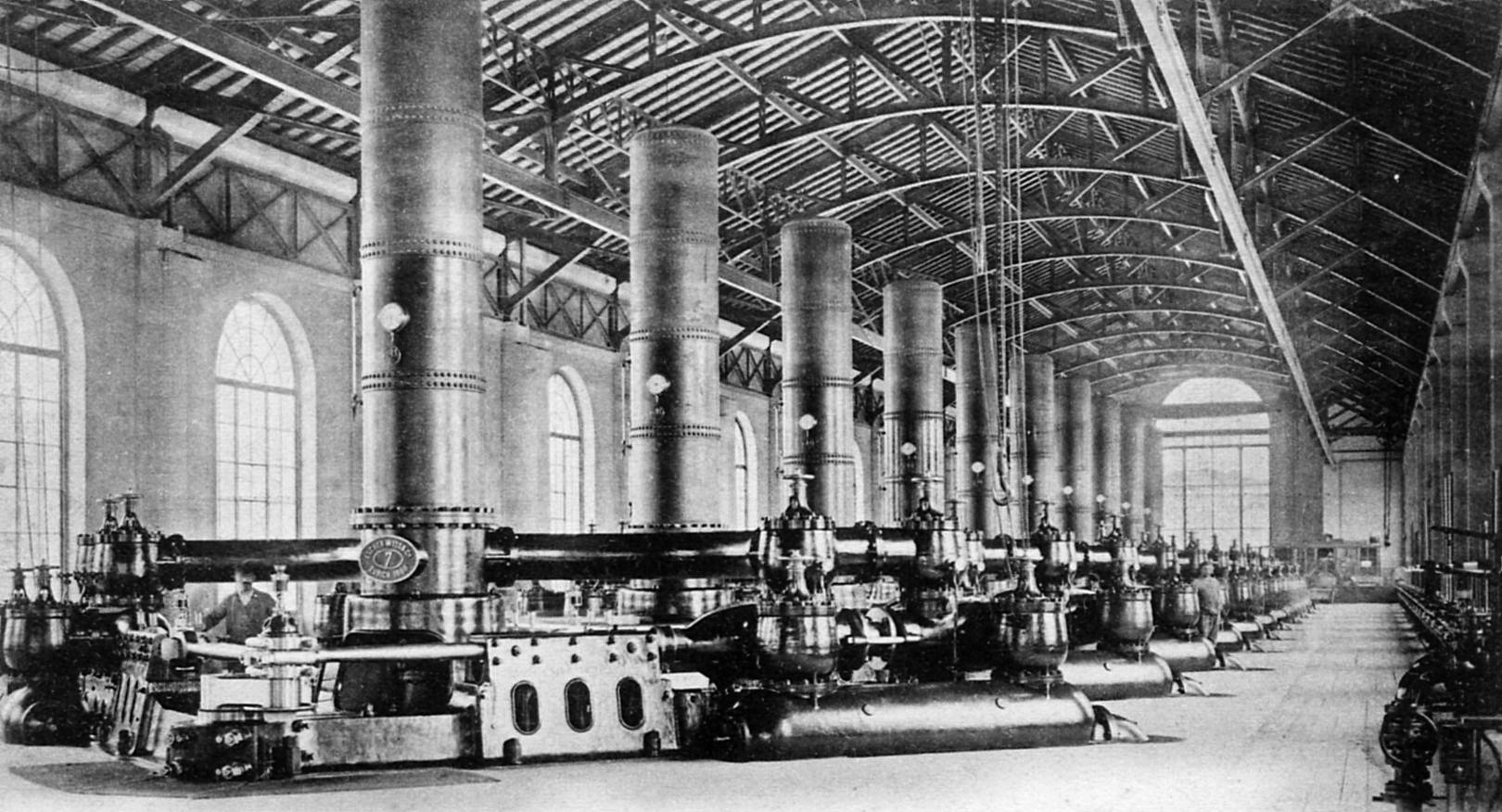
Intérieur de l'usine hydraulique de la Coulouvrenière, à Genève, dans les années 1900.

Globalement, l'économie énergétique suisse s'est développée similairement au reste de l'Europe, bien qu'elle ait été en retard jusqu'en 1850. Jusqu'au milieu du XIXe siècle, la Suisse est une société agraire. Elle fait reposer son approvisionnement énergétique sur le bois, la biomasse, l'éolien (pour de la navigation à voile), l'hydraulique (pour des moulins), la tourbe dans certains cantons et le charbon indigène dès le XVIIIe siècle,. L'énergie mécanique dépend alors de la force humaine ou animale, et le transport de combustibles sur de longues distances n'a pas de sens économiquement.
La construction de chemins de fer vers 1850 permet de relier la Suisse à l'Allemagne et la France et donne lieu aux premières importations de combustibles fossiles, tels que la houille. La transition de la Suisse vers une société industrielle provoque peu à peu la disparition de l'industrie de la tourbe et permet d'alléger les besoins en bois, bien que celui-ci soit alors toujours principalement utilisé dans les ménages et l'artisanat. Dans les années 1880, l'électricité commence à être utilisée en Suisse. Avant et pendant la Première Guerre mondiale, des crises du charbon amènent la Suisse à reconsidérer sa politique énergétique, et les premiers barrages hydrauliques voient le jour à partir de 1918. Dès lors, l'électricité prend de plus en plus d'importance dans la consommation énergétique, notamment grâce à l'éclairage, la chaleur industrielle et l'électrification des Chemins de fer fédéraux suisses.

La centrale nucléaire de Beznau, ici en 1969 pendant sa construction.

L'arrivée de la motorisation à partir de 1930 change à nouveau le mix énergétique suisse avec l'arrivée du pétrole. Lors de la Seconde Guerre mondiale, le principal combustible utilisé par les ménages et l'industrie est le charbon, celui-ci plaçant la Suisse dans une position de faiblesse pour négocier avec l'Allemagne. En 1950, les produits pétroliers sont cependant plus utilisés pour le chauffage des ménages et des industries que pour les transports. La Suisse entre alors dans une société de consommation, ce qui cause une augmentation des besoins énergétiques du pays. Celle-ci est couverte par une hausse du nombre de centrales hydrauliques et l'arrivée de l'énergie nucléaire en 1969.
Vers 1970, la houille est progressivement abandonnée au profit du gaz naturel, plus propre et disponible grâce à la construction de gazoducs. De manière générale, les ressources énergétiques pétrolières ont un impact fondamental sur le mode de vie des Suisses, qui se déplacent plus. Le premier choc pétrolier touche la Suisse en 1974 et 1975, et il permet de se rendre compte que le pays dépend trop d'agents énergétiques importés. Dès lors, de nouvelles solutions énergétiques renouvelables et durables sont mises en avant, telles que la géothermie, l'énergie solaire, l'éolien et le biogaz, mais les économies d'énergie sont également explorées, par exemple au travers de la chaleur de récupération ou l'amélioration de l'isolation thermique dans le bâtiment. Depuis cette date, la production de ces agents énergétiques est en hausse continuelle.
En 2017, la Stratégie énergétique 2050 est acceptée lors d'une votation populaire avec 58,2 % de votes favorables. Celle-ci est motivée par l'accident nucléaire de Fukushima de 2011 et prévoit l'interdiction de construction de nouvelles centrales nucléaires, la fermeture graduelle des centrales existantes ainsi que des mesures pour réduire la consommation d’électricité, augmenter l’efficacité énergétique et promouvoir les énergies renouvelables. La même année, la Suisse ratifie l'accord de Paris sur le climat, visant à limiter le réchauffement climatique à 2 °C en 2100. Le pays s'est donc engagé à réduire ses émissions de gaz à effet de serre de moitié en 2030 par rapport à 1990 et doit parvenir à zéro émissions nettes en 2050. Pour arriver à cet objectif, l'abandon des énergies fossiles est privilégié.

## Agents énergétiques

Mix énergétique primaire suisse en TJ pour l'année 2022.

Les agents énergétiques sont des vecteurs énergétiques que l'on peut utiliser afin de satisfaire aux divers besoins de la population, des industries et des services. Ils se présentent sous diverses formes, et sont généralement catégorisés comme étant primaires — non transformés, comme le pétrole brut ou le bois — ou secondaires — comme l'essence et le charbon de bois. Les agents énergétiques se définissent également selon leur provenance ; en Suisse en 2022, la production indigène comprend le bois énergie, la force hydraulique, les ordures ménagères, les déchets industriels, l'énergie solaire, l'éolien, la géothermie, la chaleur ambiante, le biogaz, les carburants biogènes et la biomasse. Les agents énergétiques indigènes ont produit 269 220 TJ en 2022.
Les agents énergétiques peuvent également être considérés sous l'angle de leur contribution à la consommation brute d'énergie et sous l'angle de leur contribution à la consommation finale. En Suisse, certains agents énergétiques contribuent seulement à la consommation brute d'énergie ; c'est le cas de la force hydraulique, qui n'est pas utilisée telle quelle par le consommateur final. D'autres contribuent seulement à la consommation finale ; c'est le cas de l'électricité et du charbon. D'autres agents énergétiques, comme le gaz, contribuent à la consommation brute, et dans une moindre mesure à la consommation finale, car une partie du gaz est utilisée pour produire de l'électricité.
Le taux d'agents énergétiques importés varie annuellement selon la fluctuation des prix de l'énergie, de la conjoncture et des conditions hydrologiques et climatiques. L'importation d'agents énergétiques concerne le bois et le charbon de bois, le charbon, le pétrole brut et les produits pétroliers, le gaz naturel, les carburants biogènes et l'électricité. La Suisse a importé 618 220 TJ en 2022. Le pays exporte également du bois, du charbon de bois, du charbon, du pétrole brut, des produits pétroliers et de l'électricité pour 132 320 TJ en 2022.
Les organisations internationales catégorisent les combustibles nucléaires comme faisant partie du bilan indigène. L'Office fédéral de l'énergie (OFEN) les considère cependant comme importés mais ne les inclut pas dans ses bilans d'importation, le temps entre l'arrivée en Suisse du combustible et son utilisation étant considérable.

### Renouvelables
Le bois énergie et les forces hydrauliques sont les principales sources d'énergie renouvelables en Suisse. L'OFEN considère comme « autres énergies renouvelables » l'énergie solaire, l'énergie éolienne, les biogaz, les biocarburants ainsi que les pompes à chaleur alimentées par la géothermie et la chaleur ambiante. L'utilisation des « autres énergies renouvelables » fait l'objet de relevés depuis 1990. L'ordonnance sur l'énergie de 2017 fixe à 50 % la part renouvelable des déchets incinérés. En 2022, la consommation finale des énergies renouvelables s'est élevée à 196 516 TJ, soit 25,7 % de la consommation totale finale,. Pour respecter la Stratégie énergétique 2050, les sources d'énergie renouvelables devraient représenter 100 % du mixte énergétique de la Suisse en 2050.

#### Forces hydrauliques

Localisation des centrales hydroélectriques en Suisse en 2020.

Historiquement, les forces hydrauliques suisses sont d'abord converties en énergie mécanique dans des moulins afin de broyer des matières premières, telles que des céréales ou du papier. Leur utilisation est alors limitée à des lieux proches de cours d'eau, et elle est ainsi consommée localement, parfois en la transportant sur une centaine de mètres au moyen de courroies. Dès la fin du XIXe siècle, l'énergie hydraulique sert à la production d'électricité et la transformation en énergie mécanique perd peu à peu son intérêt. Au milieu des années 1920, les forces hydrauliques dépassent le bois en tant que premier agent énergétique indigène. Les plus gros bassins d'accumulations de Suisse sont construits entre 1945 et 1970, en même temps que de nombreuses centrales au fil de l'eau.
L'hydrologie de la Suisse est marquée par la présence de nombreux cours d'eau sur tout le territoire national ainsi que par un niveau de précipitations important ; ceux-ci participent au cycle de l'eau et font de l'énergie hydraulique une source renouvelable. L'énergie hydraulique joue un rôle important dans la Stratégie énergétique 2050 de la Suisse. Les centrales existantes doivent être rénovées ou agrandies et de nouvelles centrales doivent être construites pour atteindre les objectifs fixés ; cependant, une augmentation substantielle de la production hydraulique n'est pas possible, le débit des cours d'eau devant être maintenu. La production annuelle d'énergie par force hydraulique n'est pas affectée de manière significative par le changement climatique, bien que, entre 2021 et 2050, la production moyenne devrait baisser de 4 à 6 % les mois d'été et augmenter de 10 % les mois d'hiver. En 2020, 667 centrales produisent 36 741 GWh annuellement, 48,7 % venant de centrales au fil de l'eau, 47 % de centrales à accumulation et 4,3 % de centrales à pompage-turbinage. Les cantons alpins d'Uri, des Grisons, du Tessin et du Valais couvrent environ 63 % de la production totale ; des centrales internationales, alimentées par des cours d'eau frontaliers, représentent 11 % de la production suisse. En 2022, les forces hydrauliques produisent 120 600 TJ, ce qui représente 44,8 % de la production indigène d'agents énergétiques primaires et 11,8 % de la consommation brute d'énergie du pays.

#### Bois

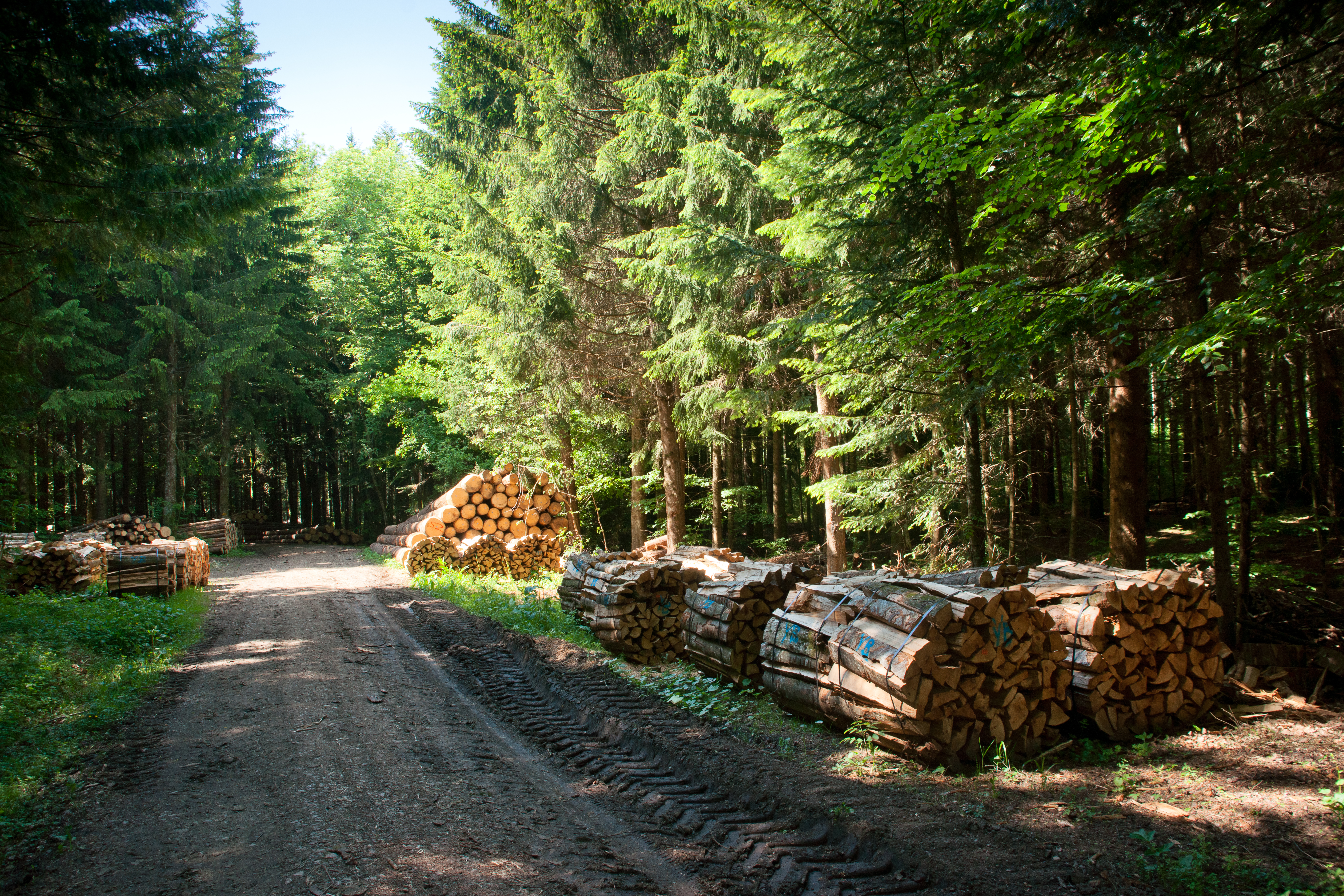
Exploitation forestière dans le canton de Vaud ; bûches de bois de chauffage.

En Suisse, le bois énergie est surtout utilisé pour la production de chaleur, mais également dans certains cas pour la production d'électricité au moyen de vapeur et d'une turbine ou comme carburant sous forme de gaz,. Le bois a constitué la principale ressource énergétique en Suisse jusqu'à l'arrivée du charbon. Au début du XXe siècle, le bois assure environ 15 % des besoins énergétiques du pays. Lors de la Première Guerre mondiale, le manque de charbon engendre un recours plus important au bois, et à la fin de la guerre, celui-ci couvre environ 20 % des besoins. L'utilisation du bois comme ressource énergétique a ensuite lentement diminué jusqu'à la Seconde Guerre mondiale, durant laquelle la production de bois comme ressource énergétique atteint des valeurs bien supérieures à la croissance naturelle du bois dans le pays ; en 1941 et 1942, l'utilisation est montée à 200 % de la croissance naturelle du bois. Au cours de cette période, le bois représente 30 % de la consommation totale d'énergie dans le pays. Après la fin de la Seconde Guerre mondiale, la part du bois dans les énergies utilisées en Suisse a diminué pour ne représenter que 1,7 % de la consommation finale en 1970. À la suite du premier choc pétrolier, cette part a fortement augmenté pour atteindre 3,7 % en 1985. Depuis 1990, un changement de méthode fait que les chiffres récents ne sont pas comparables à ceux avant cette période.
La loi fédérale sur les forêts fait du bois une source d'énergie durable en plus d'être renouvelable, car elle interdit de récolter plus de bois qu'il n'en pousse,. En 2019, 1,9 million de mètres cubes de bois énergie ont été récoltés. Cela représente 37 % de la récolte totale de bois en Suisse. Près de la moitié vient de bois de forêt ; le bois hors forêt, les sous-produits tirés de la transformation du bois, le bois de récupération et le papier recyclé représentent l'autre moitié. Au total, 5 millions de mètres cubes de bois ont servi à produire de l'énergie, générant 10 TWh. En 2022, le bois fournit 45 430 TJ, soit 16,9 % de la production indigène d'énergie et, avec les importations, 4,7 % de la consommation d'énergie primaire du pays ; il représente 5,4 % de la consommation finale d'agents énergétiques avec un volume de 39 480 TJ.

#### Ordures ménagères et déchets industriels

Localisation des usines et répartition du territoire suisse pour l'incinération des déchets.

La Suisse génère environ 24 millions de tonnes de déchets par an. Le recyclage est la première méthode de valorisation des déchets en Suisse, couvrant 52 % de ceux-ci en 2016. Les déchets ne pouvant être recyclés sont utilisés comme combustibles dans des usines d'incinération des ordures ménagères (UIOM) ou dans des cimenteries. La chaleur est alors exploitée sous forme d'énergie au moyen de réseaux de chaleur ou en produisant de l'électricité.
En Suisse, les déchets sont répartis en deux catégories distinctes : les ordures ménagères, qui sont utilisées comme agent énergétique primaire, et les déchets industriels, qui comprennent entre autres les boues d’épuration et les déchets de l'industrie du papier et qui sont utilisés comme agents énergétiques finals,. La part renouvelable des déchets incinérés englobe la biomasse, le papier, le carton, les textiles et les emballages composites. L'utilisation des déchets comme agent énergétique fait l'objet de statistiques officielles depuis 1978. Au début des années 1980, la part des déchets au mixte énergétique brute est similaire à celle du bois. Elle connaît, en 1985, une forte croissance grâce à la transformation d'usines d'incinération ne possédant pas la possibilité de récupérer de l'énergie.
La combustion des déchets demande une certaine énergie ; les UIOM suisses récupèrent 69 % de l'énergie consommée. Les polluants qui se trouvent dans la fumée sont retenus ou détruits par des systèmes d'épuration, mais 1 271 kg de CO2 sont émis à chaque tonne de déchets brûlée, soit 5 % des gaz à effet de serre émis par la Suisse. Entre 2010 et 2018, le pouvoir calorifique des déchets incinérés a été en moyenne de 3,3 MWh/t. En 2020, 4 071 600 tonnes de déchets ont été valorisées par les 30 UIOM suisses. En 2022, les déchets ont fourni 58 540 TJ, soit 21,7 % de la production indigène d'énergie et 5,7 % de la consommation brute d'énergie suisse.

#### Chaleur ambiante et géothermie

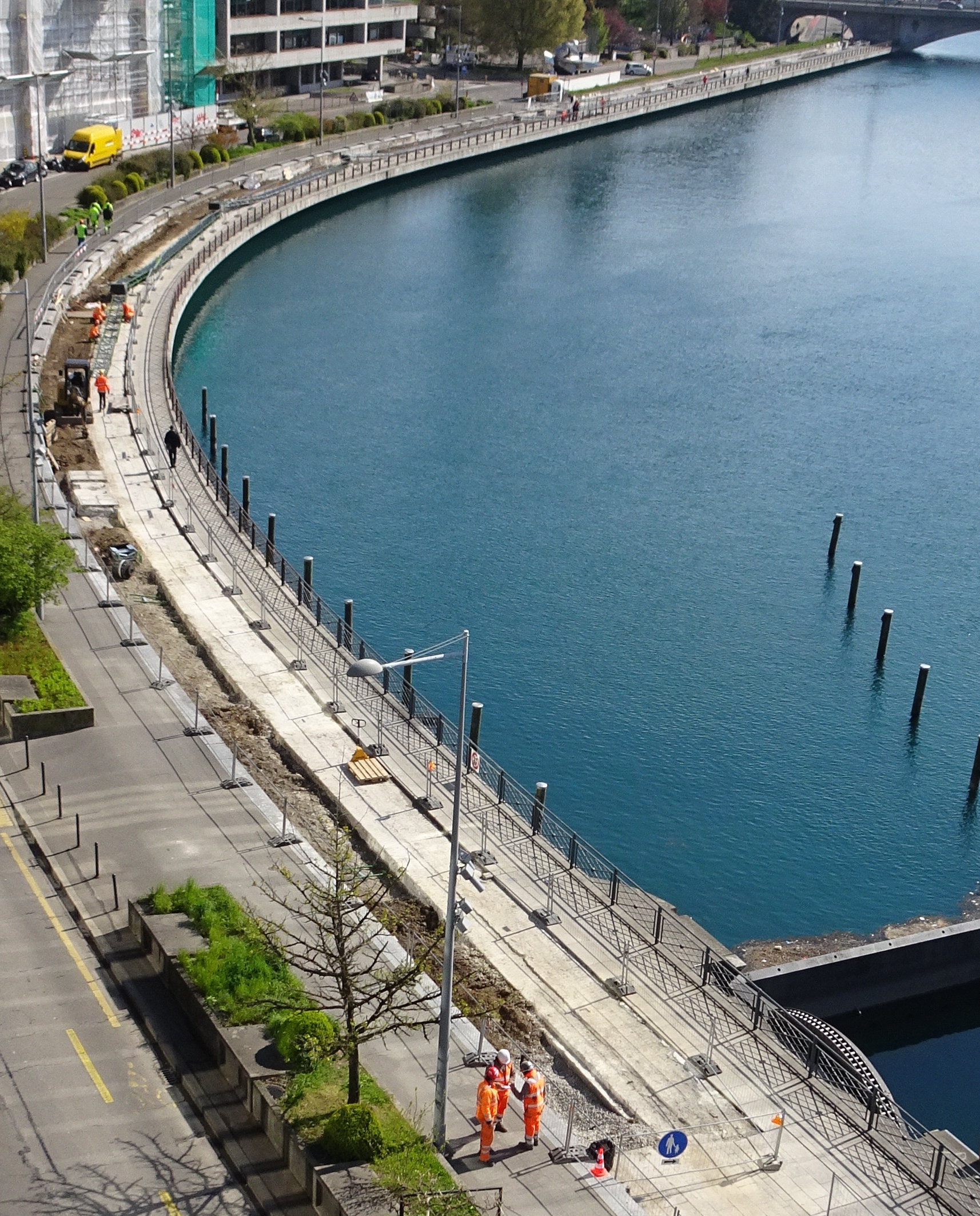
Pose de tuyaux pour un réseau de chaleur à Genève. Les Services industriels de Genève utilisent de l'eau du Léman pour chauffer (via des pompes à chaleur) et refroidir des bâtiments à distance.

En Suisse, les systèmes de pompe à chaleur (PAC) utilisent la chaleur ambiante et la géothermie afin de chauffer ou refroidir des locaux et de l'eau. La chaleur ambiante exploite la chaleur de l'air à proximité du sol, dans les eaux de surface et dans le sol jusqu'à quelques mètres de profondeur. C'est un sous-produit de l'énergie solaire, puisque c'est celle-ci qui renouvelle constamment la chaleur. La géothermie est quant à elle alimentée par la chaleur des sous-sols et des eaux souterraines. Le caractère renouvelable de la géothermie vient du réchauffement des zones exploitées par la désintégration d’isotopes radioactifs. La géothermie présente des risques durant le forage (sismicité induite, pollution des eaux, dégagement de gaz, etc.) ainsi que pendant son exploitation et la construction d'un système utilisant la géothermie requiert un permis,.
En 2017 en Suisse, il n'existe aucune installation qui produit de l'électricité à partir de chaleur ambiante ou de géothermie. La part la plus importante de la production de chaleur par géothermie vient des sondes placées jusqu'à 200 m de profondeur (78,2 % de la production en 2017), suivi par l'exploitation des eaux souterraines (11,6 %), des eaux thermales (8,3 %), des géostructures (1,1 %), des aquifères profonds (0,4 %) et des eaux drainées par les tunnels (0,2 %). Deux projets de géothermie de grande profondeur, à Bâle en 2006 et à Saint-Gall en 2013 — respectivement à 5 000 et 4 000 m de profondeur —, ont été abandonnés car ils ont induit des séismes de 3,4 et 3,5 sur l'échelle de Richter. En 2017, 10 projets de géothermie de moyenne et grande profondeur étaient à l'étude.
Les PAC à chaleur ambiante ou géothermie n'émettent pas de CO2 mais consomment un peu d'électricité pour leur fonctionnement ; il est possible de coupler une PAC à une installation photovoltaïque afin de minimiser sa consommation électrique. Les PAC tendent à remplacer les chaudières à énergies fossiles dans le cadre la Stratégie énergétique 2050. En 2022, la Suisse compte 412 430 PAC, soit 34 410 de plus que l'année précédente, qui ont produit 8 263 GWh de chaleur.

#### Énergie solaire

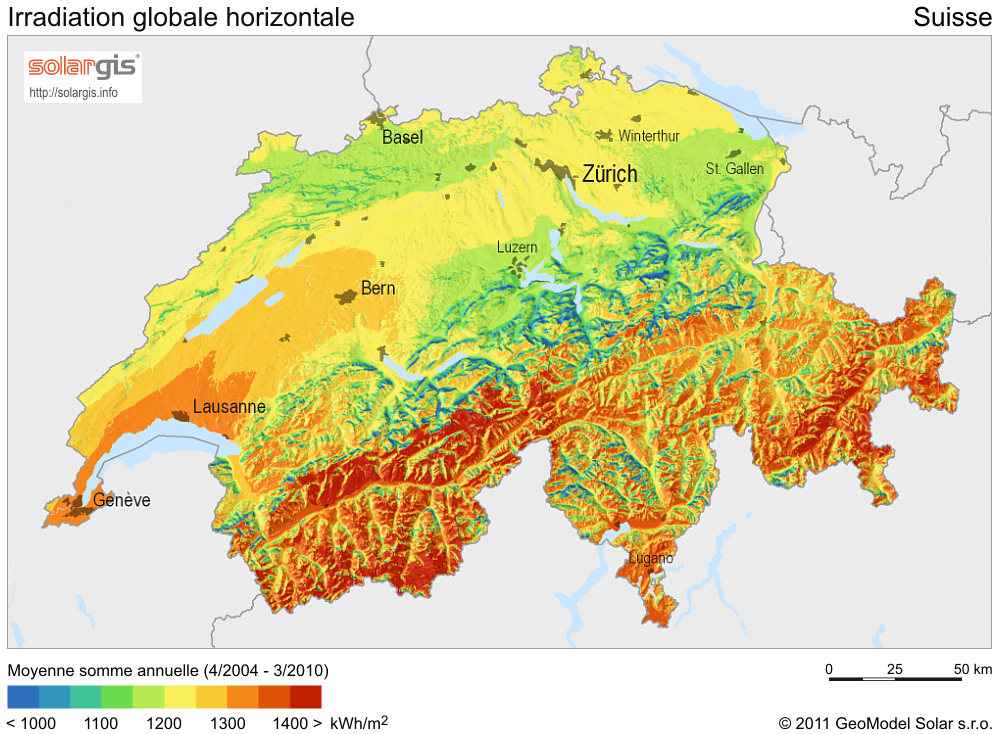
Irradiation solaire sur le territoire suisse.

L'énergie solaire est transformée en électricité ou en chaleur grâce aux technologies de captage photovoltaïques et solaires thermiques respectivement. La Suisse a fait office de pionnière en matière d'énergie solaire en Europe. En 1986, elle accueille la première installation solaire raccordée au réseau électrique en Europe. La première centrale photovoltaïque de Suisse romande reliée au réseau électrique est construite et inaugurée en 1989 à Thônex, dans le canton de Genève. En 1992, une centrale électrique solaire est inaugurée au mont Soleil ; c'est alors la plus grande centrale solaire d'Europe. Au début du 21e siècle, la Suisse continue de faire partie des pays les plus innovants en matière d'énergie solaire avec des projets tels que PlanetSolar et Solar Impulse, bien que la production nationale d'énergie solaire soit en dessous de la moyenne européenne.

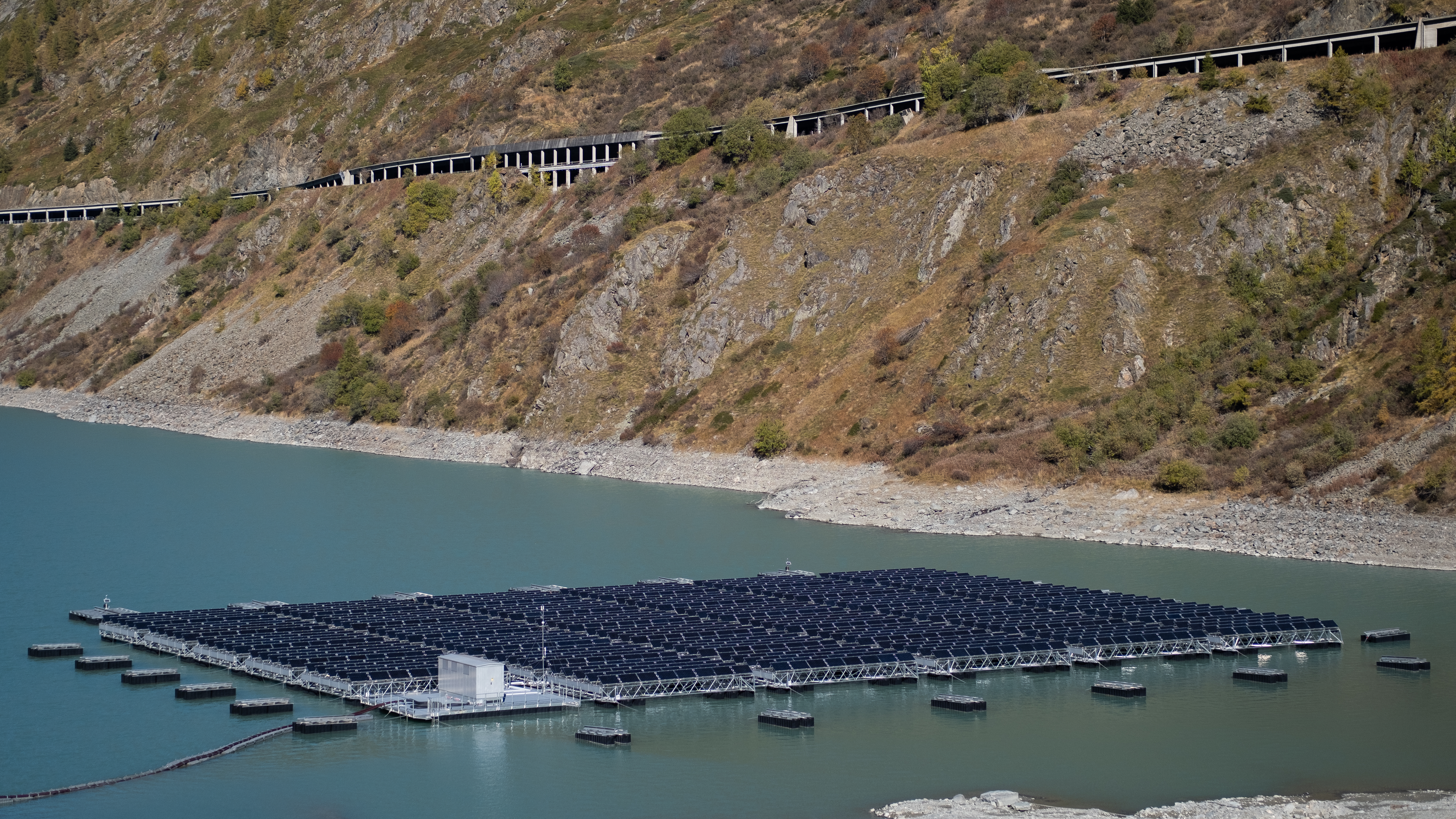
Depuis 2019, une centrale photovoltaïque de 2240 m2 flotte sur le lac du barrage des Toules.

La plupart des installations solaires en Suisse se trouvent sur des bâtiments, la construction sur des terrains dédiés étant trop contraignante sur le plan administratif. En 2021, les nouvelles installations ont atteint 616 MWc. En 2022, la Suisse a installé 1 081,4 MWc, soit 42 850 nouvelles installations photovoltaïques, portant son total à 187 400 et 4 736,7 MWc. La même année, le parc photovoltaïque suisse a produit 3 857,8 GWh, soit 6,1 % de la production brute d'électricité du pays. Les capteurs solaires destinés à la production de chaleur totalisent en 2022 une surface de 1,7 million de m2, ayant connu une baisse de 11 000 m2 par rapport à 2021 ; leur production de chaleur atteint 736 GWh. L'énergie solaire thermique a fourni 2 650 TJ en 2022, soit 0,3 % de la consommation finale d'énergie du pays, et l'énergie photovoltaïque a produit 13 888 TJ, soit 1,8 % de la consommation finale. La Suisse se classe au 15e rang mondial en pourcentage de la couverture de ses besoins en électricité par l'énergie solaire.
Selon l'OFEN, le potentiel solaire de la Suisse s'élève à 82 TWh par an. Pour répondre aux exigences de l'Accord de Paris sur le climat et la Stratégie énergétique 2050, la capacité de production du solaire photovoltaïque devrait augmenter de 1 500 MWc par année jusqu'en 2050. En convertissant en centrales solaires les surfaces routières, les places de stationnement et les espaces alpins déjà occupés, la production pourrait augmenter de 15 TWh par an. Le potentiel des façades de bâtiment en Suisse s'élève à 17 TWh par an.

#### Biogaz

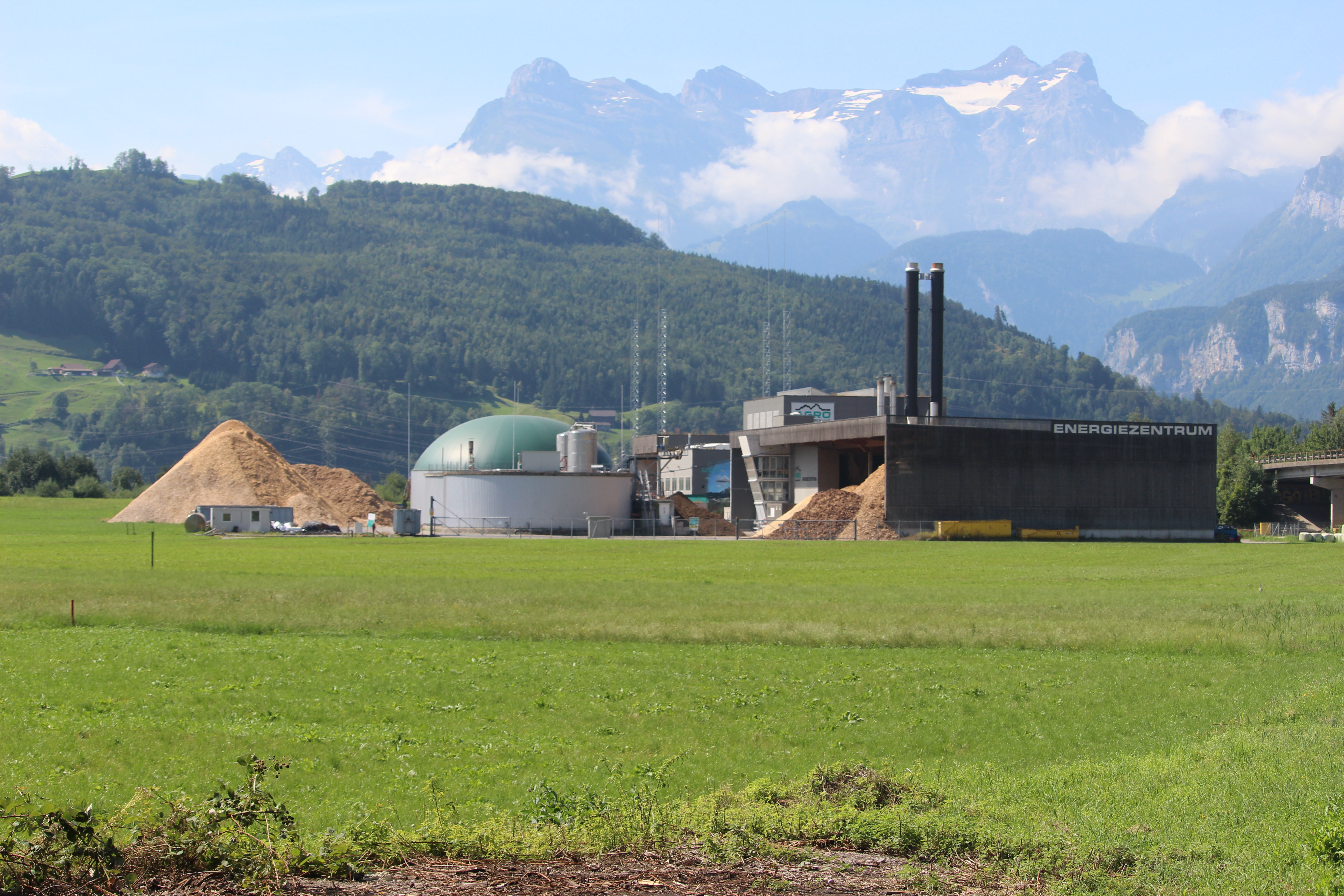
Usine de biogaz à Ibach, dans le canton de Schwytz. La chaleur latente de sa production est réutilisée dans un réseau de chaleur pour les communes de Schwytz, Ingenbohl, Morschach et Steinen.

Du biogaz est injecté dans le réseau de gaz naturel depuis 1998. Celui-ci peut être utilisé pour les mêmes applications que le gaz naturel,,. Le biogaz est renouvelable, et il peut être produit en Suisse, à partir de purin, d'eaux usées ou de déchets verts. Il est considéré comme neutre en CO2 car ses émissions sont équivalentes à celles de la biomasse utilisée si celle-ci avait pourri sans rien produire. En 2022, 423 GWh de biogaz ont été injectés dans le réseau suisse, soit 1,5 % de la consommation finale de gaz. En 2017, la part de biogaz dans le gaz naturel utilisé comme carburant était de plus de 20 %. Dans le cadre de la Stratégie énergétique 2050, la part du biogaz devrait passer à 30 % en 2030, 50 % en 2040 et devrait avoir complètement remplacé le gaz naturel en 2050.

#### Énergie éolienne
L'énergie éolienne est utilisée pour produire de l'électricité en Suisse depuis 1986. Avant cela, le seul moulin à vent connu se trouvait à Lutry entre la fin du XVIIe et la seconde moitié du XVIIIe siècle. En 2022, la Suisse compte 65 éoliennes pour une puissance installée totale de 88,2 MW. L'énergie éolienne produit plus en hiver, ce qui est utile pour combler la baisse de production des énergies hydraulique et solaire. C'est également l'énergie renouvelable avec le plus petit bilan carbone, s'élevant à 15 grammes d'équivalent CO2 par kWh produit. La croissance du nombre d'éoliennes en Suisse est ainsi un élément important de la Stratégie énergétique 2050. Le nombre de sites exploitables avec un impact écologique moindre en Suisse équivaut à 30 TWh/an, mais 9 TWh/an suffiraient à atteindre les objectifs fixés pour 2050. Cependant, les projets de parcs éoliens se concrétisent avec une extrême lenteur car ils rencontrent des oppositions de la part d'associations environnementales ou de riverains. Selon Lionel Perret, directeur de Suisse Eole, les procédures de construction d'une installation éolienne peuvent prendre jusqu'à 25 ans, contre cinq à dix ans dans les pays voisins ; en 2020, l'Autriche possède 1 100 éoliennes qui produisent 13 % de la consommation nationale. En 2022 en Suisse, l'énergie éolienne a produit 149,7 GWh, soit 0,3 % de la production d’électricité nationale brute,. En 2020, quatorze projets étaient déposés à l'enquête et 75 autres étaient en conception.

### Fossiles
Les énergies fossiles représentent les agents énergétiques issus de la transformation naturelle de matières organiques durant plusieurs millions d'années. Ils sont classifiés comme non renouvelables car leur processus de production n'est pas reproductible à l'échelle humaine. En Suisse, près de trois quarts des émissions de CO2 sont produites par l'utilisation d'agents énergétiques fossiles. Pour ces raisons, leur utilisation doit être réduite pour satisfaire les objectifs de la Stratégie énergétique 2050. En 2022, les énergies fossiles ont représenté 483 290 TJ, soit 47,1 % de la consommation brute et 452 590 TJ, soit 59,2 % de la consommation finale d'énergie en Suisse.

#### Pétrole et produits pétroliers

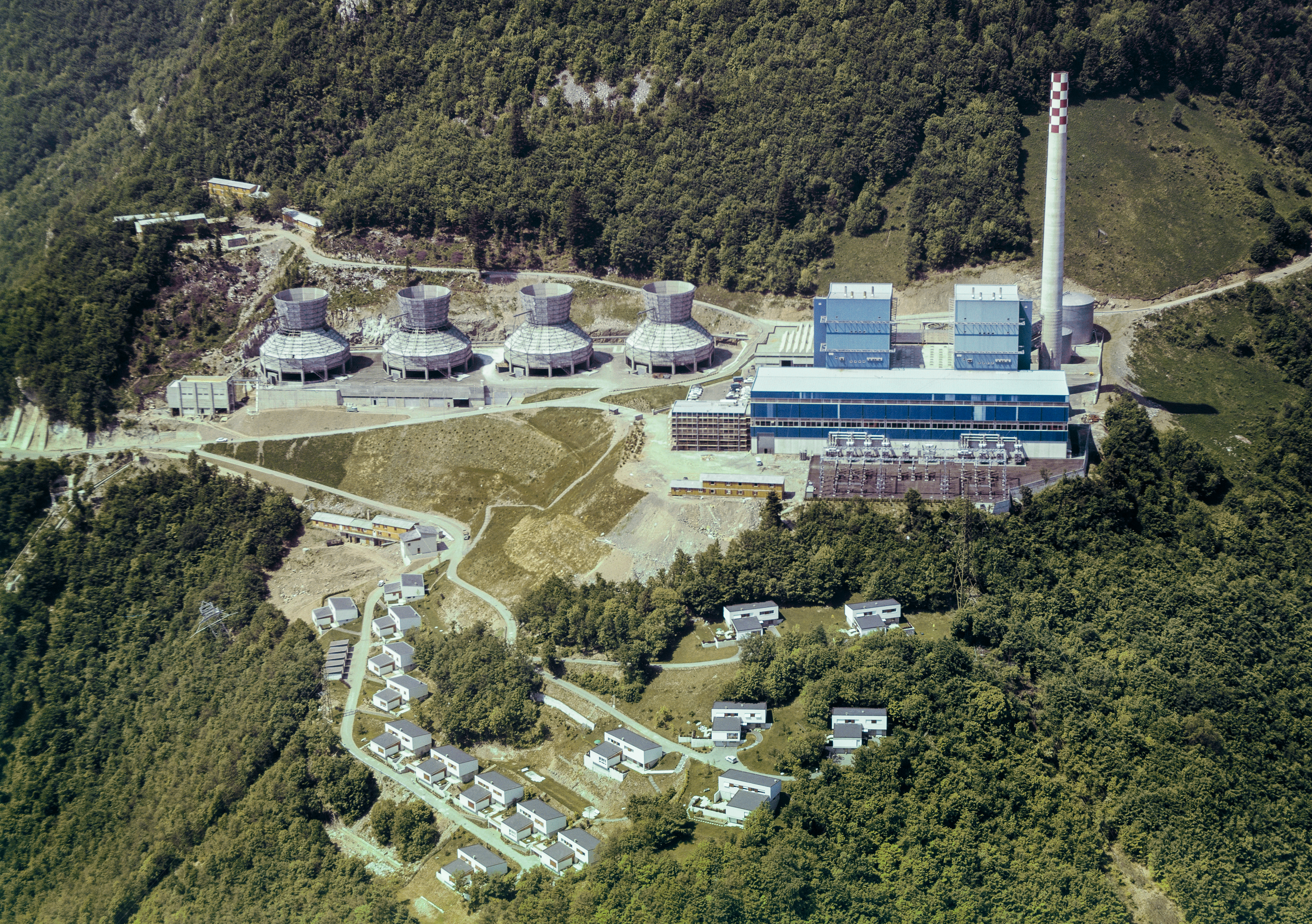
L'usine de Chavalon, dans le canton du Valais, a utilisé du carburant lourd issu de la raffinerie de Collombey pour produire de l'électricité entre 1965 et 1999.

Des recherches pétrolifères ont été menées en Suisse par la Swisspetrol Holding SA, créée à cette fin. Il s'agissait d'une association de dix sociétés cantonales et régionales ; sa liquidation a eu lieu en 1994 en raison de la faible probabilité de trouver du pétrole exploitable dans le pays. En 2008, face à la montée du prix du baril, les recherches pétrolifères reprennent notamment dans la région lémanique[réf. souhaitée]. Jusqu'en 2008, les besoins suisses en pétrole et en produits pétroliers ont toujours dépendu des importations et d'éventuels stockages dans les dépôts pétroliers et raffineries.
Pendant la première moitié du XXe siècle, le pétrole n'a représenté qu'une part minime des agents énergétiques utilisés en Suisse. Au début des années 1930 il représentait 10 % de l'approvisionnement énergétique du pays. À la suite de la Seconde Guerre mondiale, les produits pétroliers ont pris une place très importante. En 1970, à la veille du premier choc pétrolier, ils représentent 80 % de l'approvisionnement énergétique. Après les deux chocs pétroliers des années 1970, cette part a diminué pour atteindre 70 % dans les années 1980.
Le pétrole brut n'est pas consommé tel quel, il est raffiné afin d'obtenir différents sous-produits comme le fioul, le kérosène ou les gaz (butane et propane). La Suisse ne possède plus qu'une raffinerie, depuis la fermeture en 2015 de la raffinerie de Collombey, arrêtée en 2015, qui appartenait à Tamoil Suisse SA au groupe Oilinvest. Cette unique raffinerie est située à Cressier dans le canton de Neuchâtel et alimentée depuis Fos-sur-Mer (France) par l'oléoduc SPSE.[réf. nécessaire] La production de cette raffinerie suisse représentait 36,8 % de la consommation finale de produits pétroliers en 2022, le reste étant importé ou tiré des stocks. Cette part varie d'une année à l'autre, mais reste comprise entre 27 et 47 % entre 1991 et 2022.
En 2022, la consommation finale de produits pétroliers a été de 8,09 Mt (millions de tonnes), dont 5,97 Mt de carburants et 2,12 Mt de combustibles ; elle a peu varié jusqu'en 2010 (11 à 12 Mt/an), puis a baissé brutalement de 7,9 % en 2011 ; après une légère remontée en 2012-2013, elle a chuté à nouveau de 9 % en 2014 ; de 2019 à 2022, elle a encore reculé de 14,6 %. Le pic de consommation avait été atteint en 1992 avec 12,295 Mt. Sur le total des produits consommés, l'huile extra-légère (fioul domestique) représente 25 % (en recul progressif, avec des fluctuations selon les températures : c'est elle qui est responsable des chutes de consommation de 2011 et 2014, dues à des hivers très doux ; sa consommation a baissé de 71 % par rapport à 1973) ; l'essence représente 25 %, le carburant diesel 32 % (en hausse constante jusqu'en 2019, sauf pendant la décennie 1990 : sa part était de 5,5 % en 1975), les carburants d'aviation 17 % (eux aussi en progression constante depuis 30 ans jusqu'en 2019, sauf dans les années 1990), le coke de pétrole 0,3 %, les autres produits pétroliers (gaz liquéfié, pétrole lampant, White Spirit) 0,8 %.

#### Gaz

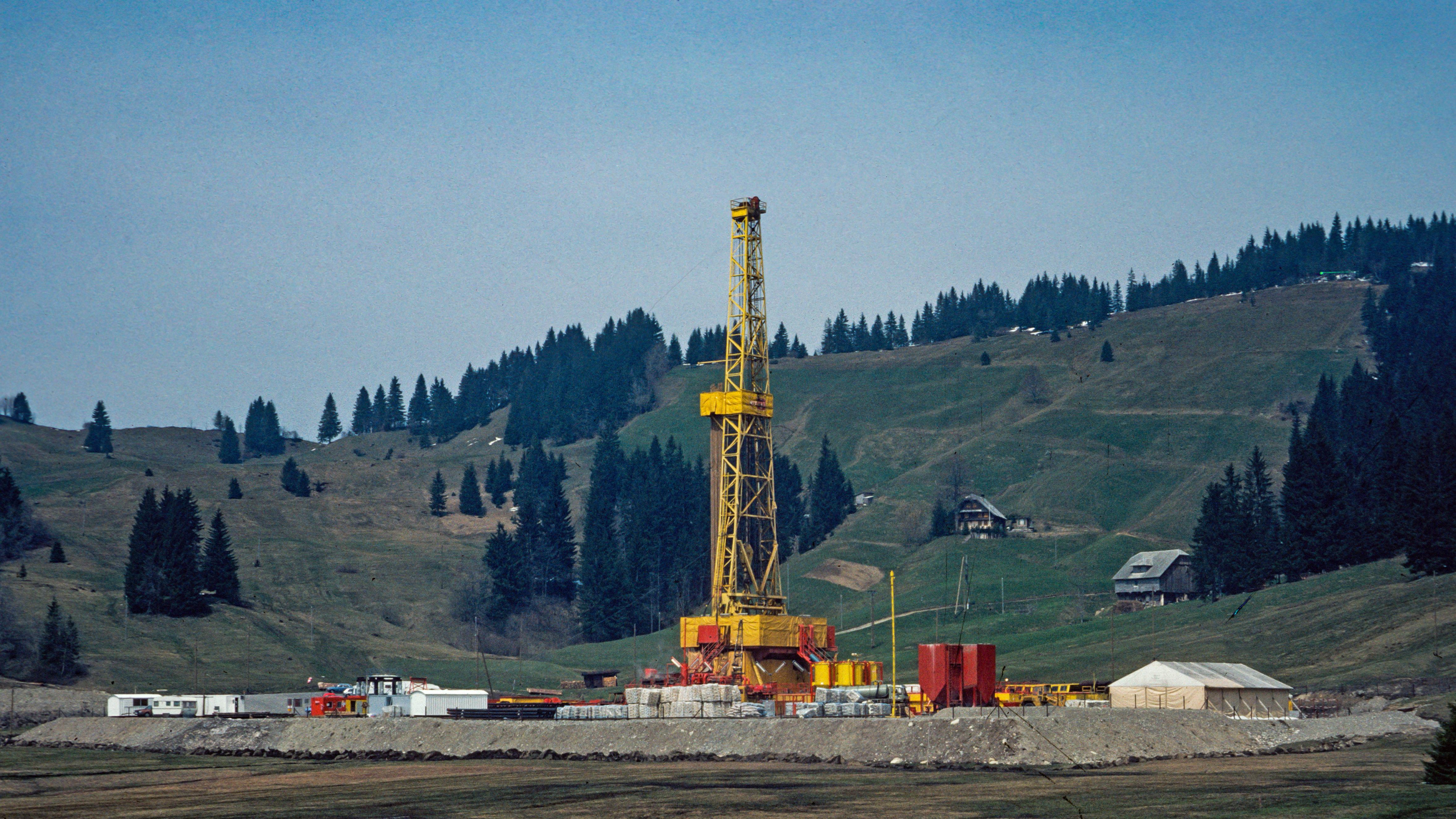
Tour de forage de Finsterwald, dans le canton de Lucerne en 1980.

Le gaz regroupe deux agents énergétiques aux compositions chimiques différentes : le gaz manufacturé, parfois appelé gaz de ville, un agent énergétique secondaire, et le gaz naturel, un agent énergétique primaire. Le gaz de ville peut être produit dans des usines à partir de produits pétroliers, de charbon ou de bois. Sa production a disparu progressivement pour s'arrêter définitivement en août 2008, le dernier producteur étant passé au gaz naturel. La Suisse est raccordée au réseau international de gaz naturel. Celui-ci s'est développé dans le pays à partir de 1971 grâce à la construction d'un gazoduc reliant l'Italie et les Pays-Bas. Depuis, le réseau s'est considérablement développé et dessert tous les cantons romands, le Tessin, les Grisons et le nord de la Suisse. Bien que les gisements suisses soient trop maigres pour justifier une exploitation économique, du gaz naturel a été extrait de 1985 à 1994 à Finsterwald, dans le canton de Lucerne. Cette production n’a représenté que 0,4 % de la production indigène d’agents énergétiques primaires en 1985, au plus fort de sa production.

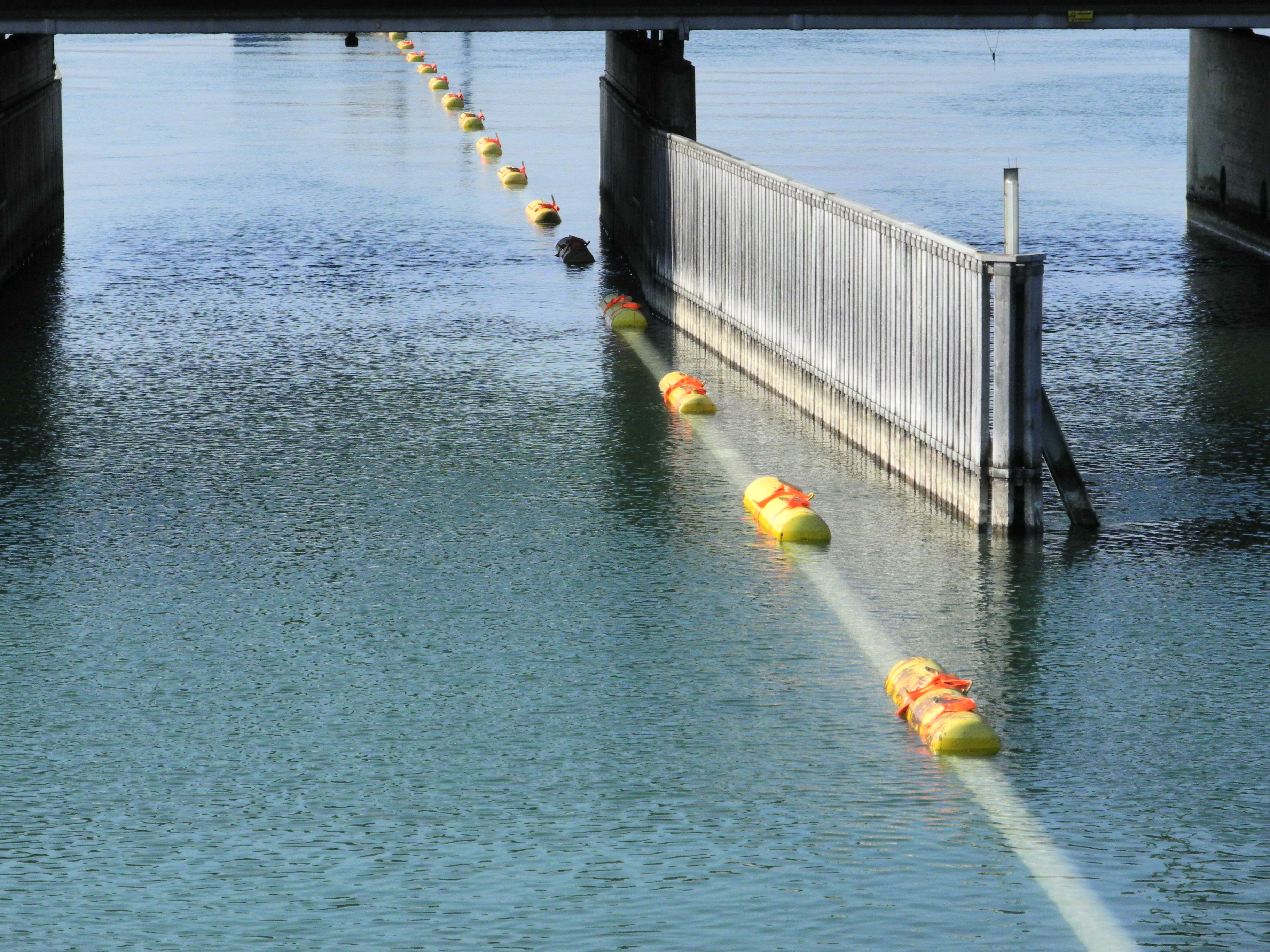
Le gazoduc traversant le lac de Zurich lors de sa construction en 2012.

Le gaz peut être utilisé pour produire de la chaleur, pour générer de l'électricité au moyen de couplage chaleur-force et comme carburant,,. Le gaz naturel se compose de méthane (CH4), est une ressource non renouvelable et sa combustion dégage du CO2 et du CH4. En 2022, les pouvoirs calorifiques inférieur et supérieur du gaz naturel étaient respectivement de 0,036 3 et 0,040 3 TJ/m3 et, en 2017, son facteur d’émission de CO2 valait 56,3 t de CO2 par TJ consommé,. Le gaz naturel est principalement importé des Pays-Bas, de Russie, de Norvège, d'Allemagne et d'Algérie par 12 raccordements transfrontaliers. Le gaz naturel tend à être remplacé par le biogaz d'ici à 2050 selon la Stratégie énergétique 2050.
En 2022, la Suisse a importé 29 644 GWh de gaz naturel (−17,7 % par rapport aux 36 041 GWh de 2021, mais +4,8 % par rapport à 2000). Le gaz est utilisé pour la production d'électricité et de chaleur (6,3 % de la consommation brute de gaz), et directement dans l'industrie (32,6 % de la consommation finale de gaz), par les ménages (44,8 %), et dans les services (19,9 %) ; son utilisation dans les transports est encore faible : 0,9 %, dont près de la moitié pour les compresseurs des gazoducs. Le gaz a représenté 106 720 TJ, soit 10,4 % de la consommation brute d'énergie et 101 650 TJ, soit 13,3 % de la consommation finale en Suisse.

#### Charbon

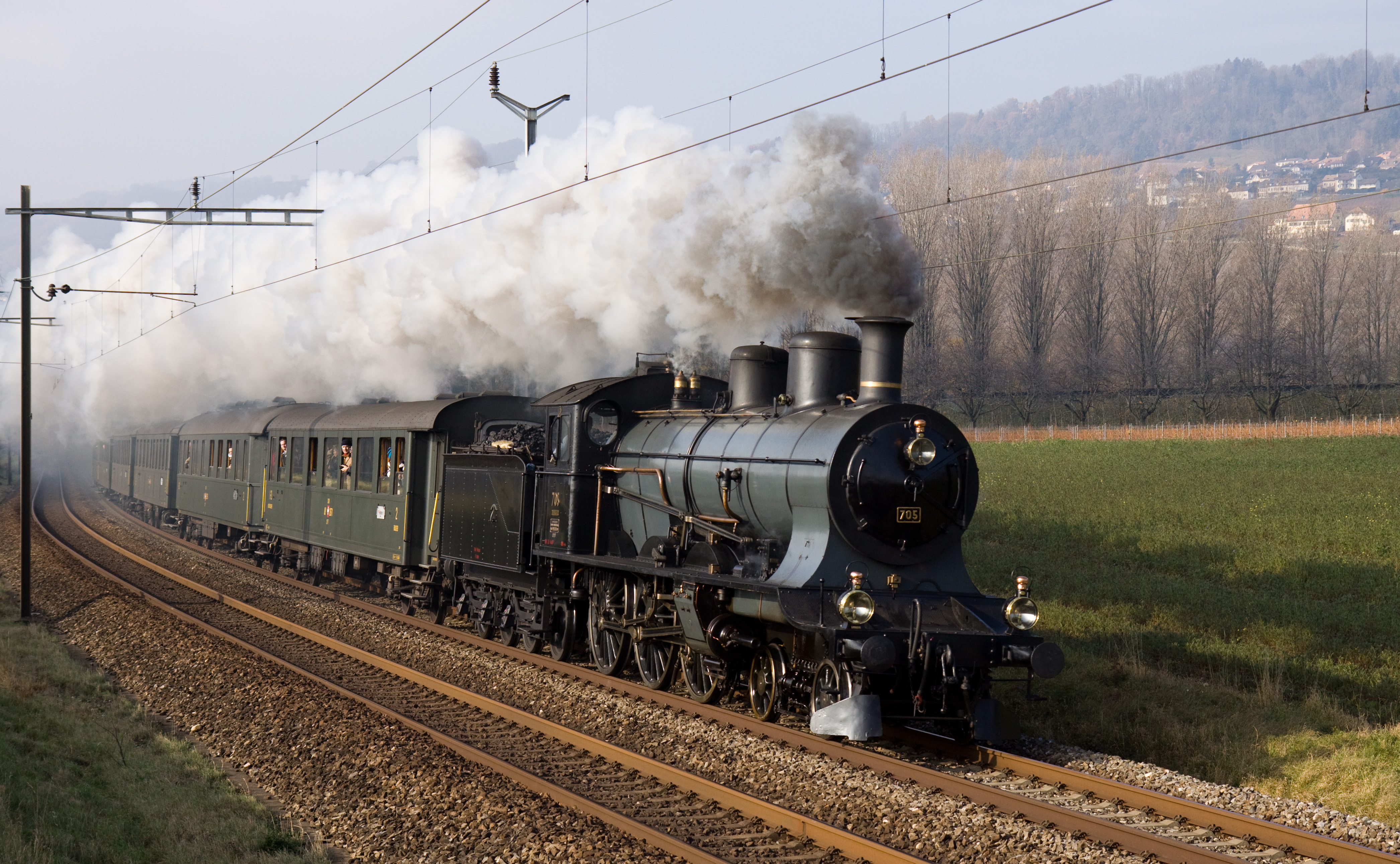
Le A 3/5, locomotive à vapeur des Chemins de fer fédéraux suisses.

Pendant la première moitié du XXe siècle, le charbon est la principale ressource énergétique du pays. Avant la Première Guerre mondiale, le charbon, utilisé tant pour la production de chaleur que pour le travail mécanique, a représenté jusqu'à 80 % de l'énergie consommée en Suisse. À cette époque, les chemins de fer consommaient environ un quart du charbon utilisé dans le pays.
La Première Guerre mondiale a entraîné une hausse importante des prix du charbon, la situation ne revenant à la normale qu'après 1920 ; en 1919 et 1920 les Chemins de fer fédéraux suisses (CFF) ont payé le charbon six fois plus cher qu'avant la guerre. Cette augmentation des prix et cette pénurie ont provoqué un rationnement, au point qu'en décembre 1918 les CFF ont dû suspendre le trafic dominical.
Après la guerre, la consommation de charbon a lentement augmenté pour atteindre un maximum absolu d'environ 3,3 millions de tonnes en 1929. En raison des tensions politiques importantes en Europe, la Suisse constitue d'importants stocks de charbon dans les années précédant la Seconde Guerre mondiale. Ces stocks ainsi que l'extraction de tourbe, comme substituant, ont permis de pallier une partie des importations en nette baisse. En 1945, les stocks ont couvert 60 % des besoins bruts en charbon. Au cours de la période 1950-1965, la consommation brute de charbon reste constante, elle est à un niveau correspondant à environ 80 % des années d'avant-guerre. Elle a par la suite diminué, alors que la consommation totale d'énergie a fortement augmenté durant les trois décennies suivant la seconde Guerre mondiale, ainsi sa part relative dans la consommation énergétique suisse a diminué. En 1998, la Confédération suisse annonce la fin du stockage obligatoire du charbon. À cette date, le charbon représente moins de 1 % de la consommation énergétique du pays.
Du charbon est présent dans le sous-sol suisse. Un total de trois millions de tonnes a été extrait dont 40 % pendant la Seconde Guerre mondiale, pour répondre à des problèmes d'approvisionnement. L'exploitation du charbon présent dans le sous-sol est définitivement abandonnée en 1947 à la suite de la reprise des importations après-guerre.
En 2022, il n'y a plus d'extraction du charbon en Suisse ; 160 000 tonnes ont été importées et 159 000 tonnes consommées. La quantité de charbon consommée en 2022, soit 3 850 TJ, représente 0,4 % de la consommation intérieure brute du pays et est utilisée à 99 % dans l'industrie du ciment, et à 1 % par les ménages.

### Électricité

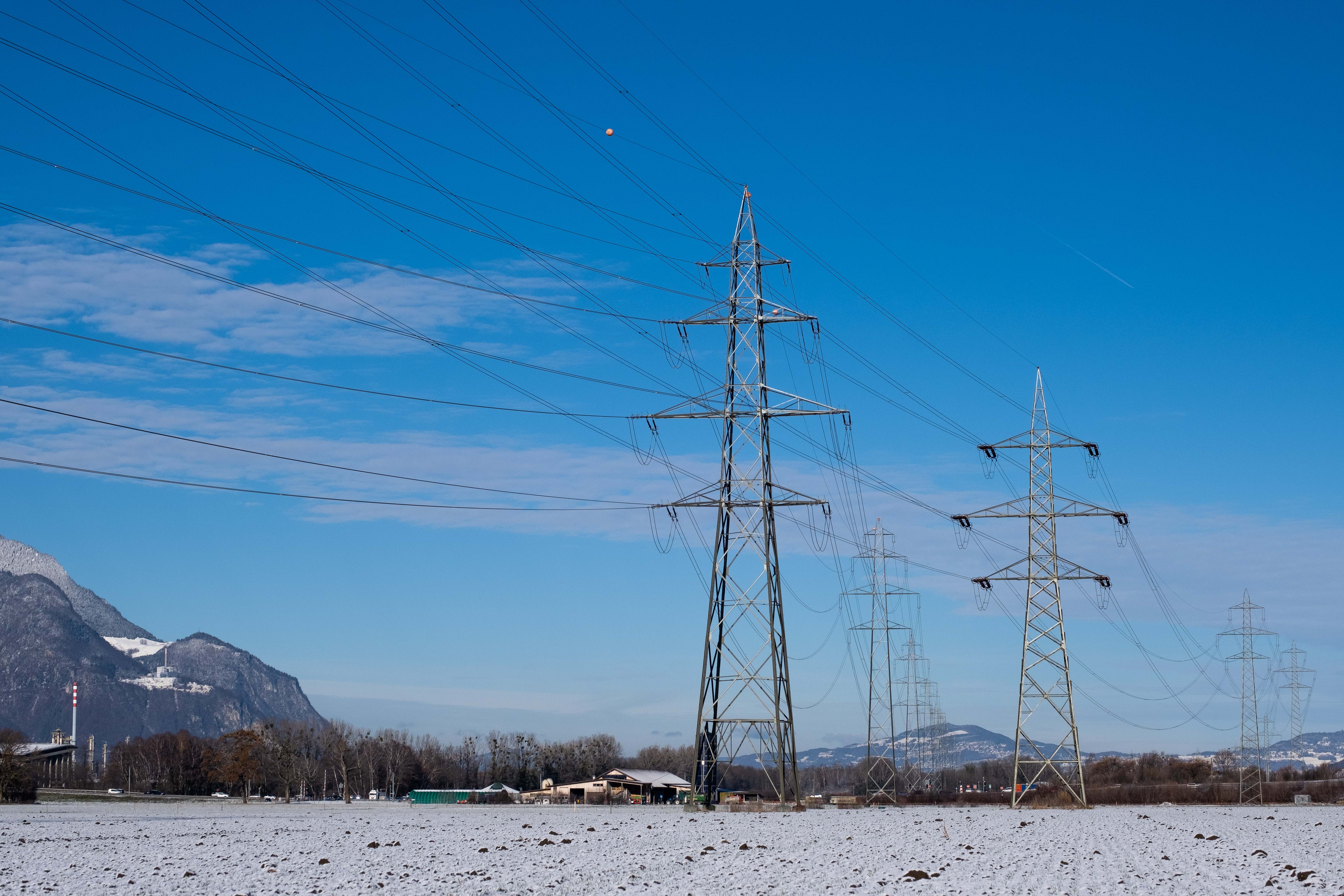
Lignes à haute tension sur le territoire de la commune d'Ollon, dans le canton de Vaud.

En 2022, la production brute d'électricité est assurée à 52,8 % par les installations hydroélectriques, 36,4 % par les centrales nucléaires, 3,1 % par des centrales thermiques classiques (dont 1,7 % de part renouvelable) et 7,8 % d'énergies renouvelables diverses. La consommation finale d'électricité s'élève à 57 030 GWh, ou 205 308 TJ, soit 26,8 % de la consommation finale totale du pays en 2020. La consommation par habitant s'élève à 6 499 kWh en 2022, en baisse de 2,7 % par rapport à l'année précédente. Globalement, la consommation par habitant en Suisse a atteint un pic en 2006 (7 721 kWh) avant de stagner quelque peu jusqu'en 2010, puis de baisser graduellement dès lors.
La Suisse réalise des échanges internationaux avec tous ses pays frontaliers, soit l'Allemagne, l'Autriche, la France et l'Italie. Globalement, elle importe d'Allemagne, d'Autriche et de France et exporte massivement vers l'Italie.

### Énergie nucléaire

Centrale nucléaire de Leibstadt.

Les minerais d'uranium présents dans le sous-sol suisse n'ont jamais été exploités. Des recherches ont été menées entre 1957 et 1977. De nombreux gisements ont été découverts, la plupart se trouvant dans le canton du Valais, les autres dans les cantons des Grisons et de Saint-Gall. En 1979, une subvention de 1,5 million de francs suisses est octroyée par la confédération pour encourager la prospection d'uranium, subvention répartie de 1980 à 1984. Entre 1980 et 1981 des recherches sont menées dans le massif des Aiguilles Rouges. En 1982, c'est en Valais à Isérables (prospection au sol) et Naters (sondage) que des recherches sont menées. Entre 1982 et 1984, d'autres recherches, toujours en Valais, concernent la région de la nappe de charriage de Bernhard dans les Alpes pennines (ouest du Valais). Il en résulte que l'uranium présent dans la zone est disséminé de façon irrégulière dans la roche. Depuis 1985, aucune prospection d'uranium n'a été réalisée en Suisse. En 1986, une étude a estimé que le coût du minerai exploité dans le gisement le plus intéressant dépasserait le prix du marché mondial.
Selon l'Organisation de coopération et de développement économiques (OCDE), aucune ressource en uranium n'est exploitée en 2016 en Suisse, et les besoins en uranium des centrales nucléaires suisses ont été de 231 tU en 2015 et 197 tU en 2016.
La Suisse ne dispose pas d'usine de production de combustible nucléaire, aucun projet de ce type n'existe. Les centrales nucléaires suisses fonctionnent donc avec du combustible importé. Il n'existe pas de politique fédérale sur l'approvisionnement en combustible nucléaire. En effet, les sociétés privées propriétaires des centrales prennent la totalité des achats à leurs charges.
Selon l'OCDE, les seuls stocks d'uranium présents en Suisse sont ceux détenus par les entreprises exploitant les centrales nucléaires, il s'agit d'U3O8 et d'UF6 (naturel et enrichi).
Le 12 septembre 2022, la Société coopérative nationale pour le stockage des déchets radioactifs (Cedra, ou Nagra en version allemande) annonce son intention de construire le dépôt en couches géologiques profondes prévu pour les déchets radioactifs sur le site « Nord des Lägern » (cantons d’Argovie et de Zurich), et l’installation de conditionnement des éléments combustibles sur le site de l’actuel dépôt intermédiaire centralisé, à Würenlingen (canton d’Argovie). La recherche de sites pour ces dépôts, entamée en 2008, dure donc depuis 14 ans. La Cedra soumettra les demandes d’autorisation générale fin 2024 ; le Conseil fédéral devrait prendre une décision sur ces autorisations générales vers la fin des années 2020 et soumettre ces décisions à l’Assemblée fédérale pour approbation. Cette approbation, attendue autour de 2030, sera soumise au référendum facultatif.

## Évolution historique

### Consommation brute

#### Agents renouvelables
Pour des raisons techniques, il est temporairement impossible d'afficher le graphique qui aurait dû être présenté ici.

#### Agents non-renouvelable et autres
Pour des raisons techniques, il est temporairement impossible d'afficher le graphique qui aurait dû être présenté ici.

### Consommation finale

#### Chaleur à distance, déchets, bois et autres renouvelables
Pour des raisons techniques, il est temporairement impossible d'afficher le graphique qui aurait dû être présenté ici.

Plusieurs réseaux sont en fonction ou en projet en 2017 pour utiliser la chaleur des lacs pour le chauffage ou le froid à distance, via des pompes à chaleur.

#### Électricité et non-renouvelables
Pour des raisons techniques, il est temporairement impossible d'afficher le graphique qui aurait dû être présenté ici.

## Secteurs de consommation
Pour des raisons techniques, il est temporairement impossible d'afficher le graphique qui aurait dû être présenté ici.

Le secteur des transports est celui qui consomme le plus d'énergie (36,2 % de la consommation finale du pays en 2022) et ce avec une forte dépendance envers les produits pétroliers. En 2022, sur les 276 810 TJ consommés par les transports, 92,6 % sont des produits pétroliers et 4,6 % de l'électricité, fortement imputable aux chemins de fer. Le gaz représente seulement 0,3 % (compresseurs des gazoducs et gaz naturel pour véhicules). Le reste, 2,4 %, correspond aux énergies renouvelables (biocarburants, biogaz…), dont l'utilisation a augmenté de 2,1 % en 2022. L'énergie finale consommée par les transports en Suisse a progressé de 63 % entre 1950 et 2000. Au début des années 2000, ce niveau a relativement peu varié pour être, en 2007, de 1 % inférieur à celui de 2000. Entre 2019 et 2022, il a baissé de 12,3 %.
Les ménages sont le second secteur au regard de la consommation finale d'énergie (27,6 % en 2022). Le chauffage des locaux occupe une part importante de la consommation énergétique des ménages, celle-ci est donc liée au facteur climatique. Les hivers froids ou longs demandent plus de chauffage que les hivers plus courts ou plus doux. La consommation énergétique des ménages est sensiblement constante depuis une vingtaine d'années, avec des variations sensibles d'une année à l'autre, en fonction de la rudesse du climat. Néanmoins, les parts respectives de certaines énergies ont évolué, ainsi l'utilisation des produits pétroliers est en régression alors celles du gaz et de l'électricité augmentent. En 2022, les besoins énergétiques des ménages ont été couverts à 30,3 % par l'électricité (15 % en 1980, 19,9 % en 1990, 23,9 % en 2000), à 24,3 % par les produits pétroliers (contre 57,3 % en 1990 et 49,3 % en 2000), à 21,6 % par le gaz (10,9 % en 1990), à 8,1 % par le bois, à 4,0 % par de la chaleur à distance. Les autres énergies renouvelables utilisées par les ménages sont l'énergie solaire, l'énergie éolienne, le biogaz et la chaleur de l'environnement (pompe à chaleur) ; l'utilisation de ces énergies est en hausse rapide, de 1 % des besoins des ménages en 1990 à 9 % en 2022.
L'industrie a consommé 19,0 % de l'énergie finale utilisée en Suisse en 2022, l'électricité étant le principal fournisseur d'énergie à l'industrie avec 42,8 % des 145 550 TJ consommés par ce secteur (39,5 % en 1990), suivie par le gaz (22,7 % contre 12,5 % en 1990), les produits pétroliers (8,0 % contre 29,5 % en 1990), le bois (8,9 % contre 2,9 % en 1990)), les déchets industriels (8,3 %), la chaleur à distance (5,3 %), le charbon (2,6 %) et les autres énergies renouvelables (1,4 %).
Les services ont consommé 16,0 % de l'énergie finale utilisée en 2022 dans le pays, dont 46,6 % pour l'électricité (contre 35,4 % en 1990), 21,0 % pour les produits pétroliers (46,1 % en 1990), 16,5 % pour le gaz (12,3 % en 1990), 8,4 % pour le bois (2,0 % en 1990), 4,1 % pour la chaleur à distance et 3,2 % pour les énergies renouvelables diverses.

## Taux d'indépendance énergétique
En 2022, la production indigène d'agents énergétiques primaires couvre 26,7 % des besoins, la production nucléaire 25 % et les importations nettes d'agents énergétiques 48,2 %. Le taux d'indépendance énergétique est donc de 26,7 %, ou de 51,8 % si l'on considère le nucléaire comme une production indigène.
L'État fédéral suisse règlemente le volume des réserves stratégiques. Elles sont liées aux « risques et dangers auxquels l'approvisionnement du pays est soumis. » Selon le Département fédéral de l'économie, de la formation et de la recherche, le risque de guerre en Europe n'est plus d'actualité, cependant les difficultés d'approvisionnement pourraient provenir de risques naturels ou techniques, de boycottage, de longues grèves ou des guerres et dangers hégémoniques hors d'Europe. Ces réserves stratégiques concernent l'alimentation, l'énergie et les produits thérapeutiques. L'État fixe des quantités minimales non pas en volume mais en durée de consommation normale. Ainsi, dans le secteur de l'énergie cela correspond à 4,5 mois de consommation normale pour l'essence, le diesel et le mazout extra-léger et 3 mois pour le kérosène.

## Contexte économique

### Prix des énergies pour le consommateur

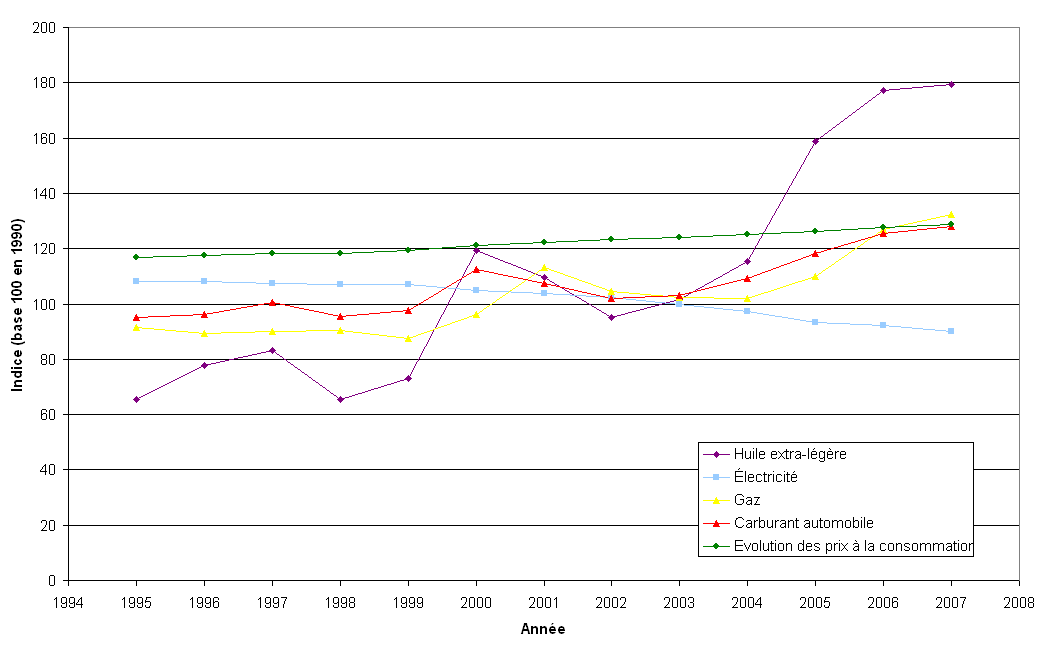
Évolution des prix de l'énergie et des prix à la consommation, indice 100 en 1990.

De 1990 à 2022, tous les prix des agents énergétiques à la production ou à l'importation ont fortement augmenté en monnaie constante (corrigée de l'inflation), à l'exception de l'électricité. L'augmentation la plus prononcée est celle de l'huile extra-légère (principalement utilisée pour le chauffage) : +332 %. Les carburants automobiles ont aussi augmenté : diesel +103 %, essence +91 %, ainsi que le gaz : +226 %. La production d'électricité en Suisse étant très peu dépendante des énergies fossiles, le prix de l'électricité (+4 % en 32 ans) ne suit pas la tendance des énergies fossiles.
Les prix réels (diminués de l'inflation) à la consommation ont également connu une augmentation rapide de 1993 à 2022, sauf ceux de l'électricité : huile extra-légère (fioul domestique) +268 % ; électricité +5 % ; gaz +129 % ; essence +48 %.

### Commerce extérieur
En matière de commerce extérieur, le secteur de l'énergie est déficitaire en raison de la forte dépendance vis-à-vis des énergies fossiles importées. Pour l'année 2022, l'excédent d'importation se monte à 11 144 millions de Francs suisses (CHF) dont 7 930 millions CHF pour les produits pétroliers, 3 092 millions CHF pour le gaz, 52 millions CHF pour le charbon, 53 millions CHF pour le bois et le charbon de bois et 88 millions CHF pour le combustible nucléaire, moins 71 millions CHF de solde exportateur d'électricité.
En ce qui concerne le marché de l'électricité, la Suisse a exporté plus d'énergie qu'elle n'en a importé, sur le plan monétaire cette balance commerciale est aussi positive avec un excédent d'exportation de 71 millions de Francs suisses en 2022. Au cours des années 2005 et 2006, la Suisse a importé plus d'électricité (en kWh) qu'elle n'en a exporté, cependant ces deux années là le solde commercial est bénéficiaire. En effet, certaines installations hydroélectriques font du pompage-turbinage. L'électricité est achetée aux pays voisins pendant les creux de consommation (notamment la nuit et en week-end) quand le prix d'achat est faible, elle permet le remplissage des lacs d'accumulation (pompage), l'eau est ensuite turbinée pendant les pics de consommation où l'électricité est revendue à prix élevé. La Suisse a cependant connu des excédents d'importation d'électricité pour les années 2016, 2017 et2021.

## Organisation fédérale

### Office fédéral de l'énergie
L'Office fédéral de l'énergie (OFEN) est l'office fédéral compétent en matière d'énergie en Suisse. Il dépend du Département fédéral de l'environnement, des transports, de l'énergie et de la communication. Il est chargé des questions relatives à l'approvisionnement énergétique et l'utilisation de l'énergie.
Le programme SuisseEnergie de l'OFEN a pour objectif de mettre en œuvre une partie de la politique énergétique du pays. Les différents objectifs de ce programme touchent trois secteurs : le climat, l'électricité et les énergies renouvelables. En ce qui concerne le climat, les objectifs fixent une réduction de 10 % des émissions de CO2 d'ici 2010, par rapport à leur niveau de 1990. En 2007, le niveau de ces émissions est de 2,7 % inférieur à celui de 1990. Pour l'électricité, l'objectif est de limiter l'augmentation de consommation à 5 % en 2010 par rapport au niveau de 2000. En 2007, cette augmentation se monte à 9,7 %. Concernant les énergies renouvelables, les objectifs prévoient une augmentation de 500 millions de kilowattheures dans la production d'électricité et de 3 000 millions de kilowattheures dans la production de chaleur.

### Politique énergétique fédérale
La politique fédérale sur l'énergie est décrite dans la Loi sur l'énergie (LEne) du 26 juin 1998. Cette loi a pour but un « approvisionnement énergétique suffisant diversifié, sûr, économique et compatible avec les impératifs de la protection de l'environnement ». Le 30 janvier 2001, le programme SuisseEnergie est lancé par le conseiller fédéral, chef du Département fédéral de l'environnement, des transports, de l'énergie et de la communication, Moritz Leuenberger. Ce programme promeut, au niveau national, l'utilisation rationnelle de l'énergie.
La Suisse a adhéré au protocole de Kyōto en 2003. Ce protocole vise à réduire les émissions de gaz à effet de serre. La Suisse, comme l'Union européenne, s'est engagée à réduire de 8 % ses émissions de CO2 entre 2008 et 2012 par rapport à leur niveau de 1990.
À la suite du tremblement de terre ayant touché le Japon en mars 2011 et aux accidents nucléaires ayant touché les installations de Fukushima, le Conseil fédéral annonce le 25 mai 2011 une sortie progressive de l'énergie nucléaire programmée pour 2034. Les 5 réacteurs en activité produisant 40 % de l'électricité du pays, l'accompagnement de la sortie du nucléaire porte sur les trois axes principaux suivants : les économies d'énergies, le développement des énergies renouvelables (éolien, solaire, biogaz et biomasse) et l'importation, ceci pour un coût estimé entre 0,4 % et 0,7 % du PIB et avec pour conséquence une augmentation des prix de l'électricité entre 15 % et 60 %.

### Statistiques
Les autorités fédérales établissent des statistiques annuelles sur l'énergie. En 1928, une statistique de la production d'électricité a été établie pour les 40 années précédentes. Ensuite l'Office fédéral de l'économie électrique, puis l'Office fédéral de l'énergie ont établi ces statistiques électriques annuellement. Les statistiques concernant les autres agents énergétiques étaient établies par des associations professionnelles et la Direction générale des douanes. Une statistique détaillée de l'énergie date du début des années 1950. Des rétrospectives par périodes ont été publiées par l'Office fédéral de l'énergie.

### Recherche
La Commission fédérale pour la recherche énergétique ou (CORE) est un organisme fédéral. Il s'agit d'un organe consultatif du conseil fédéral et du Département fédéral de l'environnement, des transports, de l'énergie et de la communication. Cette commission élabore le Plan directeur de la recherche énergétique de la Confédération suisse.
La Suisse mène des recherches sur l'énergie nucléaire, dans le domaine de la fission nucléaire et de la fusion nucléaire. Ces dernières années, le budget alloué à la recherche nucléaire a été réduit au profit de recherche sur l’utilisation rationnelle de l’énergie. En ce qui concerne la fission, la priorité est mise sur la sécurité et la gestion des déchets radioactifs. Ces travaux de recherche se déroulent presque exclusivement à l'institut Paul Scherrer et sont financés pour environ 40 % par les sociétés propriétaires des centrales nucléaires. Dans le domaine de la fusion, les directives de la CORE recommandent des contributions de très haut niveau de la Suisse à des projets internationaux. La Suisse participe notamment au programme ITER.

## Impact environnemental
Les émissions de gaz à effet de serre (GES) dues à la combustion en Suisse s'élevaient en 2022 à 32,7 Mt d'équivalent CO2, en baisse de 21 % par rapport à 1990.
Les émissions de CO2 dues à la combustion par habitant étaient en 2022 de 3,63 t CO2, inférieures de 15 % à la moyenne mondiale : 4,26 t/hab (en 2021), de 10 % à celles de la France : 4,03 t/hab, de 39 % à celles de l'Union européenne : 5,93 t/hab, de 50 % à celles de l'Allemagne : 7,21 t/hab et de 73 % à celles des États-Unis : 13,64 t/hab.
|                                             | 1971 | 1990 | 2022 | var. 2022/1971 | var. 2022/1990 | var. UE27 2022/1990 |
| Émissions GES (Mt CO2)                      | 39,5 | 41,5 | 32,7 | −17 %          | −21 %          | −28,3 %             |
| Émissions CO2/habitant (t CO2)              | 6,14 | 6,00 | 3,63 | −41 %          | −40 %          | −28,4 %             |
| Source : Agence internationale de l'énergie |      |      |      |                |                |                     |

Si on considère les émissions liées à la consommation (incluant les émissions dues aux importations), en 2021, la Suisse a émis 13,7 tonnes de CO2 par habitant, soit 37 % de plus que l'Allemagne (10 t/hab) et 114 % de plus que la France (6,4 t/hab). Ces émissions ont augmenté de 6,7 % depuis 1990, alors qu'elles ont baissé de 34 % en Allemagne et de 26 % en France. En 2020, l’empreinte gaz à effet de serre par habitant était de 11,9 tonnes d’équivalents CO2, nettement supérieure à la moyenne de l'Union européenne.
| Combustible                                 | 1971 Mt CO2 | 1990 Mt CO2 | 2022 Mt CO2 | %     | var. 2022/1990 | var. UE27 2022/1990 |
| Pétrole                                     | 37,4        | 33,8        | 22,1        | 68 %  | −35 %          | −21 %               |
| Gaz naturel                                 | 0           | 3,8         | 6,0         | 18 %  | +58 %          | +22 %               |
| Charbon                                     | 2,0         | 1,4         | 0,4         | 1 %   | −71 %          | −57 %               |
| Total                                       | 39,5        | 41,5        | 32,7        | 100 % | −21 %          | −28,3 %             |
| Source : Agence internationale de l'énergie |             |             |             |       |                |                     |

| | Émissions 2021      | part du secteur | Émissions/habitant | Émiss./hab. UE-27 |
| Secteur | Millions tonnes CO2 | %               | tonnes CO2/hab.    | tonnes CO2/hab.   |
| Secteur énergie hors élec. | 0,3                 | 1 %             | 0,03               | 0,37              |
| Industrie et construction | 5,7                 | 16 %            | 0,66               | 1,50              |
| Transport | 14,7                | 42 %            | 1,69               | 1,74              |
| dont transport routier | 14,4                | 41 %            | 1,66               | 1,64              |
| Résidentiel | 8,9                 | 26 %            | 1,02               | 1,21              |
| Tertiaire | 4,6                 | 13 %            | 0,53               | 0,74              |
| Total | 34,8                | 100 %           | 4,00               | 5,76              |
| Source : Agence internationale de l'énergie * après ré-allocation des émissions de la production d'électricité et de chaleur aux secteurs de consommation. |                     |                 |                    |                   |

Tous les secteurs de consommation suisses émettent largement moins de CO2 par habitant que la moyenne de l'Union européenne, sauf le transport, responsable à lui seul de 42 % des émissions du pays.

## Comparaisons internationales
Le Forum économique mondial classe la Suisse au premier rang mondial en 2014 selon son « indice de performance de l'architecture énergétique » fondé sur trois critères : contribution à la croissance économique, impact environnemental de l'approvisionnement et de la consommation énergétique et degré de sécurité, accessibilité et diversité de l'approvisionnement.

## Unités et grandeurs
Chaque secteur fournit ses données dans les unités d'énergies qui lui sont propres. Afin de réaliser une statistique globale sur un pays, il est nécessaire de ramener l'énergie à une unité commune ; pour ce faire, l'Office fédéral de l'énergie utilise le joule :
- Pouvoir calorifique :
  - Pétrole brut : 43,2 MJ/kg
  - Houille (charbon) : 25,5 MJ/kg
  - Lignite (charbon) : 23,6 MJ/kg
  - Gaz, pouvoir calorifique supérieur : 40,3 MJ/m3
  - Gaz, pouvoir calorifique inférieur : 36,3 MJ/m3